# Список умерших в 664 году

## Январь
- 6 января — Амр ибн аль-Ас — арабский полководец и политический деятель.

## Март
- 7 марта — Сюаньцзан (61) — китайский буддийский монах, учёный, философ, путешественник и переводчик.

## Июль
- 14 июля:
  - Деусдедит Кентерберийский — архиепископ Кентерберийский (655—664); первый англосакс, занимавший эту должность;
  - Эрконберт — король Кента (640—664).

## Октябрь
- 26 октября — Седд Мерсийский — епископ из Нортумбрии, святой Римско-Католической церкви.

## Дата смерти неизвестна или требует уточнения
- Абэ-но Хирафу — японский государственный деятель, генерал и администратор, губернатор провинции Коси.
- Вигхерд, архиепископ Кентерберийский.
- Луп, герцог Фриуля (660/662—663/664).
- Радегаст — упоминающийся в поздних генеалогиях легендарный последний король племени вандалов и основатель великокняжеской династии, правившей Союзом ободритов несколько сотен лет.
- Свитхельм — король Эссекса (660—664).
- Флорентий Буржский — епископ Буржский, святой Римско-католической церкви.
- Этельвольд — король Восточной Англии (655—664).